# Side Hustles
Side Hustle è una raccolta del gruppo hip hop statunitense UGK. Pubblicato il 24 settembre 2002, è distribuito da Jive Records. Side Hustle prevede tracce che non compaiono negli album degli UGK e tracce di membri esterni agli UGK.

## Tracce
1. Belts to Match (featuring Sonji Mickey & Smitty) – 4:01 (musica: Organized Noise)
2. Breakin' Sketty (featuring Bun B) – 3:50 (musica: Melvin Coleman)
3. They Down with Us (featuring Scarface) – 4:44 (musica: Scarface)
4. Dirty Dirty (Remix) (featuring Mil) – 4:50 (musica: Gavin Marchand, Ty Fiffe)
5. The Corruptor's Execution (featuring B-Legit & E-40) – 4:13 (musica: Pimp C)
6. Pop the Trunk (featuring Celly Cel) – 4:06 (musica: Studio Ton)
7. Cigarette (featuring 8Ball, KB & Too Short) – 5:08 (musica: Byrd)
8. We Big Mane (featuring Q of ESC & Marquaze) – 4:33 (musica: Barry Adams)
9. All About It (featuring Too Short) – 7:39 (musica: Colin Wolfe)
10. The Game (featuring Mil) – 4:45 (musica: Franklin Crum)
11. Pocket Full of Stones (Pimp C Remix) – 6:15 (musica: Pimp C)

Durata totale: 54:04

## Classifiche

### Classifiche settimanali
| Classifica (2002)         | Posizione massima |
| ------------------------- | ----------------- |
| Stati Uniti               | 70                |
| US Top R&B/Hip-Hop Albums | 10                |